# Nokia N-serie

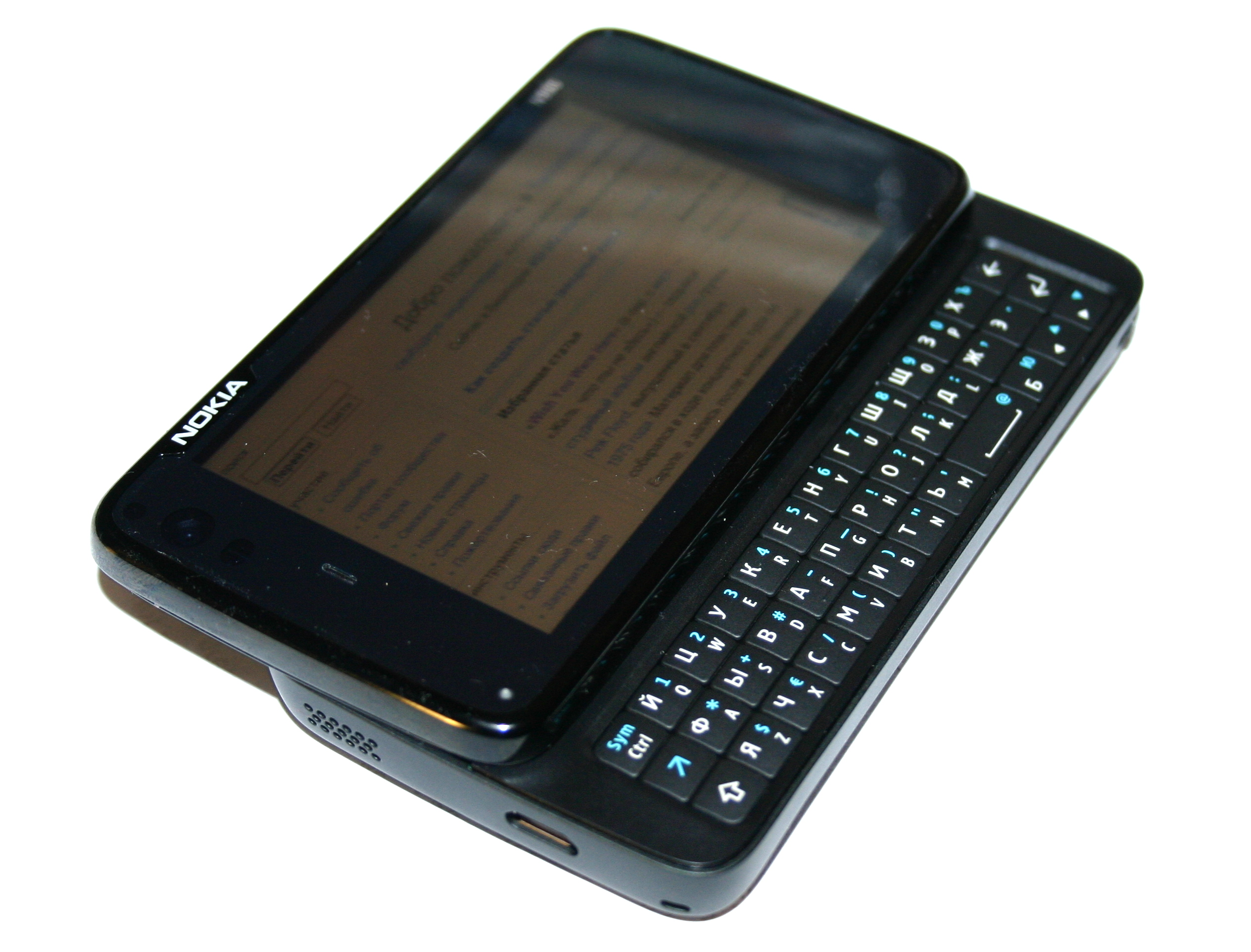
Nokia N900-1

De Nokia N-serie is een lijn van multimediacomputers van Nokia. De lijn is gericht op de consumentenmarkt en bestaat uit mobiele telefoontoestellen die beschikken over de mogelijkheid van het maken en vertonen van foto's en filmpjes, het afspelen van muziek, het spelen van spelletjes, het surfen over het internet, e-mailen en sms'en en mobiel telefoneren. Sommige toestellen zijn tevens voorzien van gps-navigatie. Hierbij maakt het platform gebruik van een veelheid aan communicatiemogelijkheden, variërend van GSM en GPRS, tot UMTS (eventueel HSDPA) en wifi (802.11 b/g).
De N-serie is aangekondigd op 27 april 2005.

## Symbian OS
De N-serie is voorzien van een besturingssysteem van Symbian. De eerste toestellen (N90 en N70) waren voorzien van het Symbian 8.1 OS. Latere versies (N95 8GB en N82) maken gebruik van Symbian 9.2 met Feature Pack 1.

## Gebruikersinterface
Nokia past het S60 platform toe als grafische gebruikersinterface.

## Geschiedenis
Aangekondigd op
- 27 april 2005: N70, N90 en N91
- 2 november 2005: N71, N80 en N92
- 25 april 2006: N72, N73 en N93
- 26 september 2006: N75 en N95
- 29 augustus 2007: N95 8GB, N81 en N81 8GB
- 14 november 2007: N82
- 11 november 2009: N900

## Afwijkende modellen
De N770, N800 en N810 internet tablets zijn afwijkende types. Ze zijn niet gebouwd op het Symbian OS, maar maken gebruik van een versie van Linux, genaamd Maemo. De N900 maakt ook gebruik van Maemo, maar in tegenstelling tot de andere internet tablets, kan met de N900 wel gebeld worden.

## Overzicht van N-serie apparaten

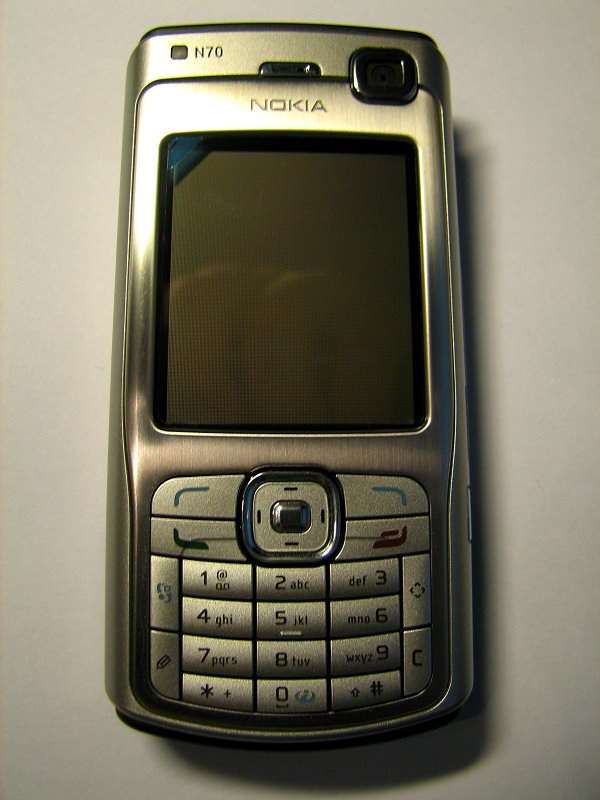
Nokia N70
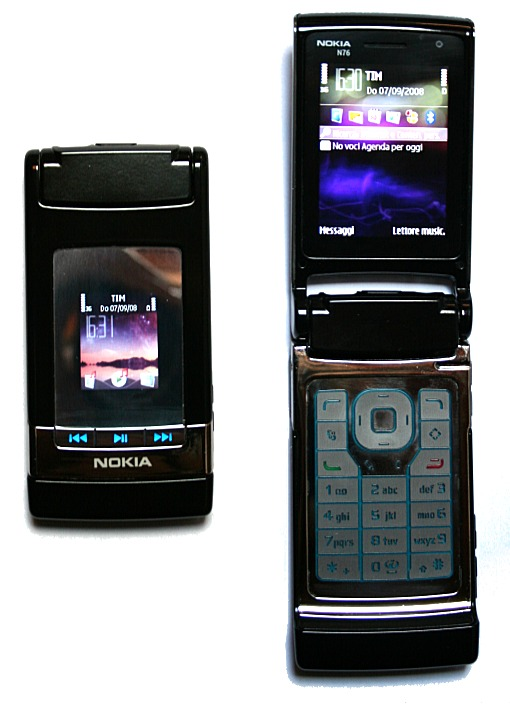
Nokia N76
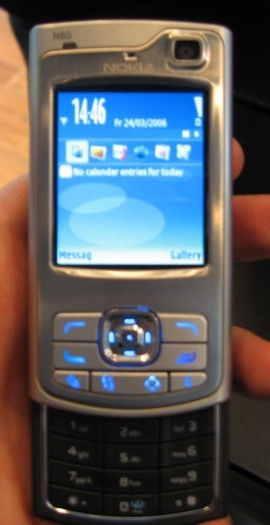
Nokia N80
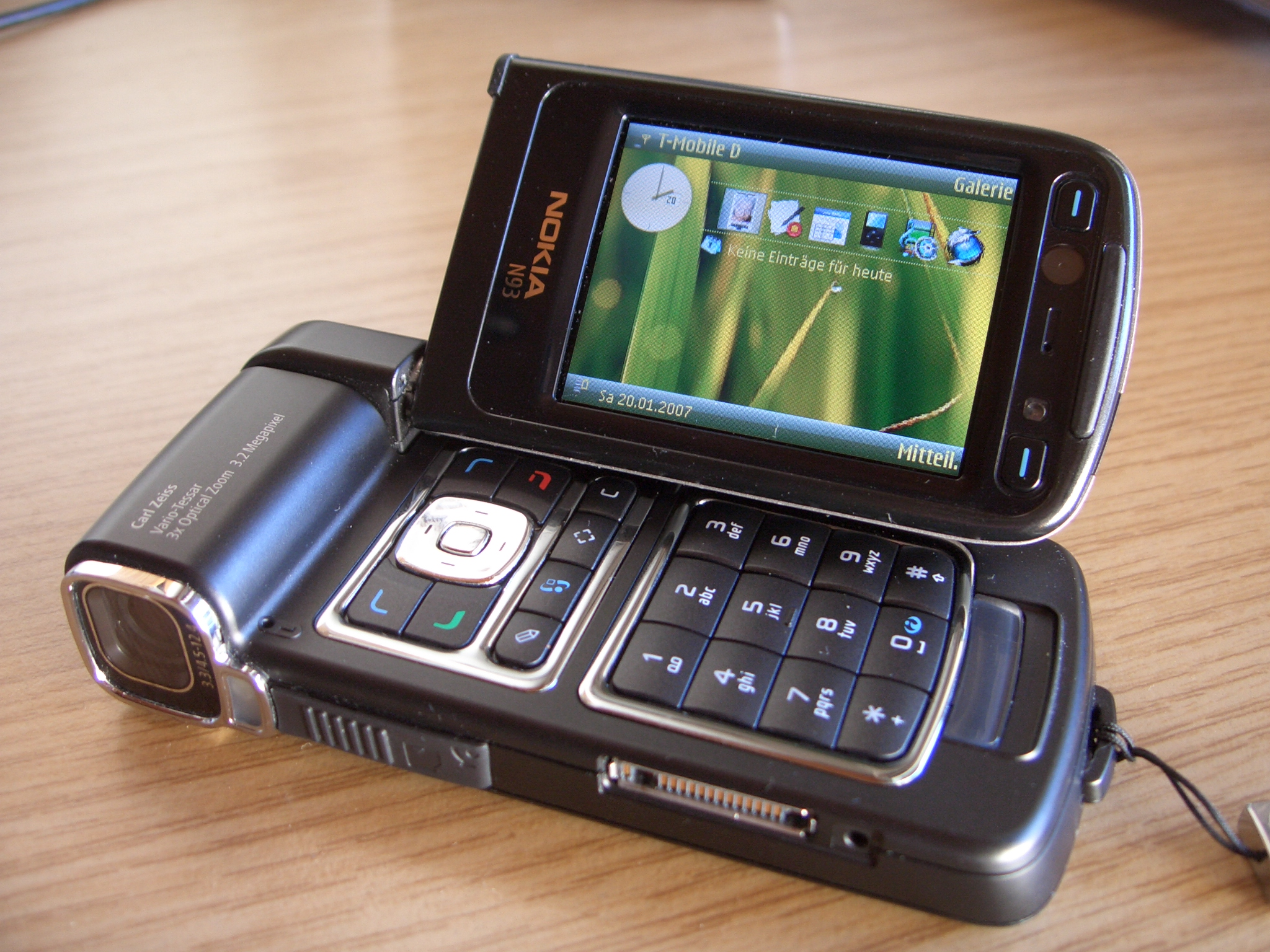
Nokia N93
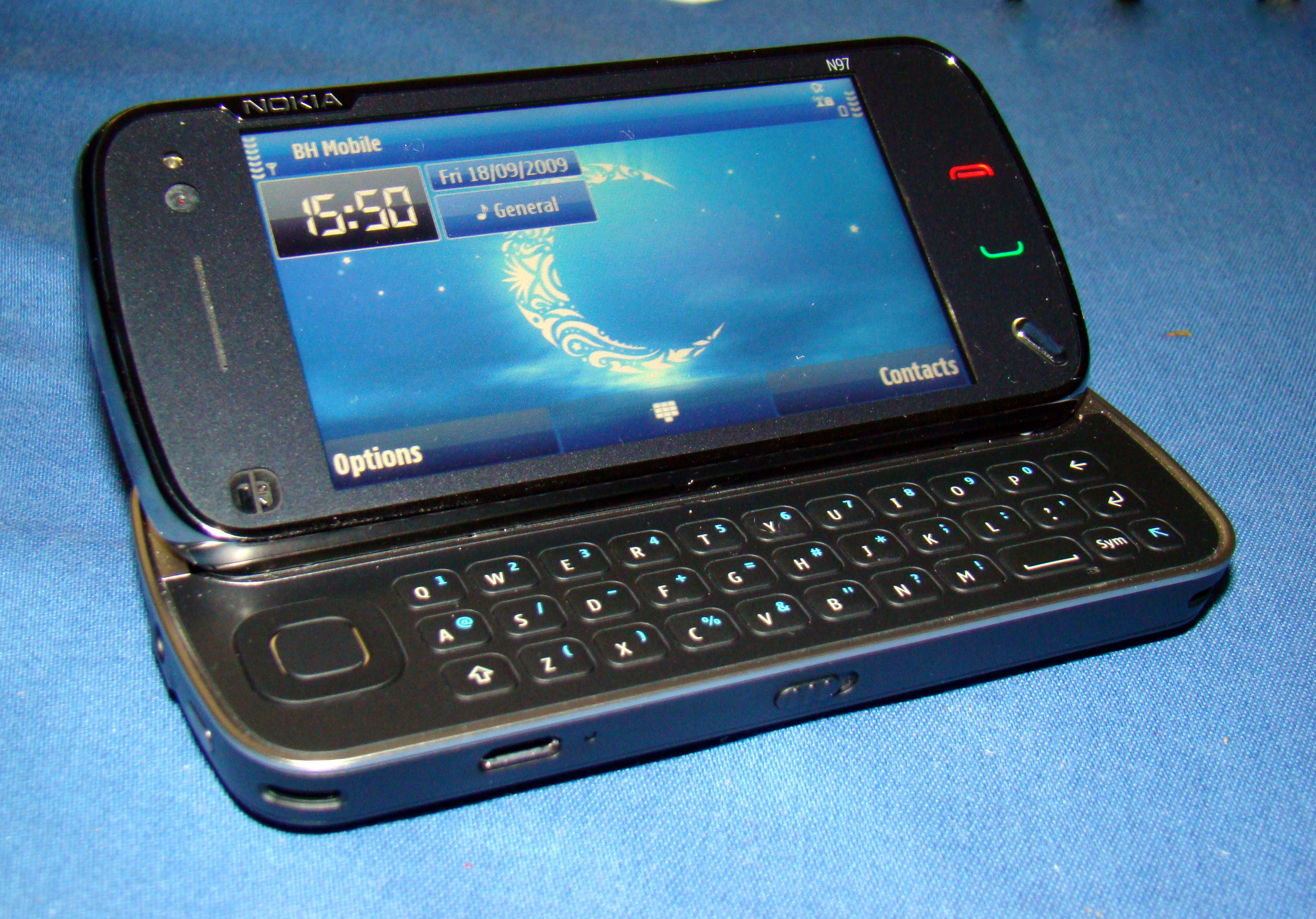
Nokia N97
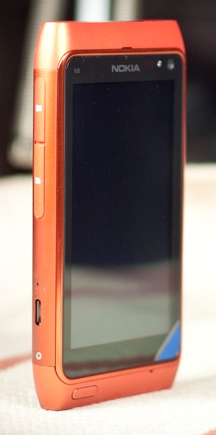
Nokia N8
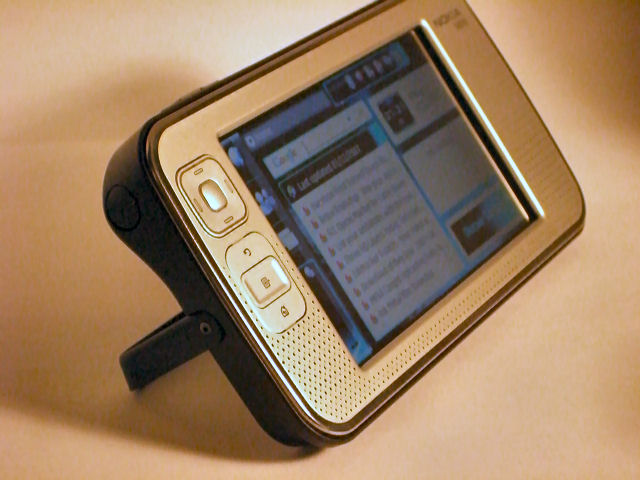
Nokia N800

| Model      | Scherm type                | Aangekondigd | Technologie                                                           | Operating Frequency Mode                                                          | Generatie | Formaat     | Camera |
| Nokia N70  | 176×208 256K kleuren       | 2005         | GSM/UMTS                                                              | GSM 900/1800/1900 en WCDMA 2100 MHz                                               | BB5.0     | Candybar    | 2,0 megapixels |
| Nokia N71  | 320×240 256K kleuren       | 2006         | GSM/UMTS                                                              | GSM 900/1800/1900 en WCDMA 2100 MHz                                               | BB5.0     | Clamshell   | 2,0 megapixels |
| Nokia N72  | 176×208 256K kleuren       | 2006         | GSM                                                                   | EGSM 900/1800/1900 MHz                                                            | BB5.0     | Candybar    | 2,0 megapixels |
| Nokia N73  | 320×240 256K kleuren       | 2006         | GSM/UMTS                                                              | WCDMA 2100, EGSM 850/900/1800/1900 MHz                                            | BB5.0     | Candybar    | 3,2 megapixels |
| Nokia N75  | 320×240 256K kleuren       | 2006         | GSM/UMTS                                                              | WCDMA 850/1900, GSM 850/900/1800/1900 MHz                                         | BB5.0     | Clamshell   | 2,0 megapixels |
| Nokia N76  | 320×240 16,7M kleuren      | 2007         | GSM/UMTS                                                              | EGSM 850/900/1800/1900, WCDMA 2100 MHz                                            | BB5.0     | Clamshell   | 2,0 megapixels |
| Nokia N77  | 320×240 16,7M kleuren      | 2007         | GSM/UMTS                                                              | WCDMA2100/EGSM900/1800/1900 MHz                                                   | BB5.0     | Candybar    | 2,0 megapixels |
| Nokia N80  | 352×416 256K kleuren       | 2006         | GSM/UMTS/WLAN 802.11b/g                                               | EDGE/GSM 850/900/1800/1900 + WCDMA 2100 MHz                                       | BB5.0     | Slide       | 3 megapixels |
| Nokia N81  | 320×240 16,7M kleuren      | 2007         | GSM/UMTS/WLAN 802.11b/g                                               | EGSM 850/900/1800/1900 en WCDMA 2100 MHz of GSM 850/900/1800/1900 sommige regio's | BB5.0     | Slide       | 2,0 megapixels |
| Nokia N82  | 320×240 16,7M kleuren      | 2007         | GSM/UMTS/WLAN 802.11b/g                                               | WCDMA 2100 (HSDPA), EGSM 900, GSM 850/1800/1900 MHz (EGPRS)                       | BB5.0     | Candybar    | 5,0 megapixels |
| Nokia N90  | 352×416 256K kleuren       | 2005         | GSM/UMTS                                                              | GSM 900/1800/1900 en WCDMA 2100 MHz                                               | BB5.0     | Clamshell   | 2,0 megapixels |
| Nokia N91  | 176×208 256K kleuren       | 2005         | GSM/UMTS/WLAN 802.11b/g                                               | GSM/GPRS/EDGE 900/1800/1900 MHz + WCDMA 2100 MHz                                  | BB5.0     | Candybar    | 2,0 megapixels |
| Nokia N92  | 320×240 16,7M kleuren      | 2007         | GSM/UMTS/WLAN 802.11b/g                                               | GSM 900/1800/1900 en WCDMA 2100 MHz                                               | BB5.0     | Clamshell   | 2,0 megapixels |
| Nokia N93  | 320×240 256K kleuren       | 2006         | GSM/UMTS/WLAN 802.11b/g                                               | EDGE/GSM 900/1800/1900 + WCDMA 2100 MHz                                           | BB5.0     | Clamshell   | 3,2 megapixels |
| Nokia N93i | 320×240 16,7M kleuren      | 2007         | GSM/UMTS/WLAN 802.11b/g                                               | WCDMA 2100 + EGSM 900/1800/1900 MHz                                               | BB5.0     | Clamshell   | 3,2 megapixels |
| Nokia N95  | 320×240 16,7M kleuren      | 2007         | GSM/UMTS/WLAN 802.11b/g                                               | WCDMA 2100(HSDPA), EGSM 900, GSM 850/1800/1900 MHz (EGPRS)                        | BB5.0     | 2-way Slide | 5,0 megapixels |
| Nokia N97  | 3,5" 640×360 16,7M kleuren | 2009         | GSM/UMTS/WLAN 802.11b/g                                               | WCDMA 850/900/1900/2100(HDSPA), GSM 850/900/1800/1900 MHz                         | --        | Tilt Slide  | 5,0 megapixels (Carl Zeiss dual-led flash)                                                                                                |
| Nokia N8   | 3,5" 640×360 16,7M kleuren | 2010         | GSM/UMTS/WLAN 802.11b/g/n                                             | GSM 850/900/1800/1900 and WCDMA 850/900/1700/1900/2100                            | --        | Candybar    | 12,0 megapixels (Carl Zeiss optics met Xenon flash), Video capture in 720p, (Tweede camera voor video gesprekken (VGA, 640 × 480 pixels)) |
| Nokia N800 | 800×480 64K kleuren        | 2006         | WLAN 802.11b/g                                                        | WLAN of Bluetooth naar mobiele telefoon                                           | BB5.0     | Tablet      | 0,3 megapixels |
| Nokia N810 | 800×480 64K kleuren        | 2007         | WLAN 802.11b/g                                                        | WLAN of Bluetooth naar mobiele telefoon                                           | BB5.0     | Tablet      | 0,3 megapixels |
| Nokia N900 | 800×480 kleuren            | 2009         | GSM 850/900/1800/1900, GPRS, EDGE, UMTS, WCDMA, HSDPA, WLAN 802.11b/g | WLAN of Bluetooth naar mobiele telefoon                                           | -         | Slide       | 5,0 megapixels |